# Чаудхари, Аштха
Аштха Чаудхари (хинди आस्था चौधरी, англ. Aastha Chaudhary) — индийская актриса

, получившая известность ролями в телесериалах на языке хинди. В частности, она сыграла главную роль в сериале телеканала Colors TV Aise Karo Naa Vidaa.
Аштха родилась и выросла в городе Алвар (штат Раджастхан) Получила образование в Джайпурском инженерном колледже.. Её дебютом на телевидении стала одна из главных ролей в телесериале Sony TV Babul Ka Aangann Chootey Na (2008—2009).

## Фильмография
- Aise Karo Naa Vidaa — Рева (2010)
- Babul Ka Aangann Chootey Na — Аштха и Паял Ранават (двойная роль) (2008—2010)
- Uttaran — Мадхура (2011)